# Marathon des Alpes-Maritimes

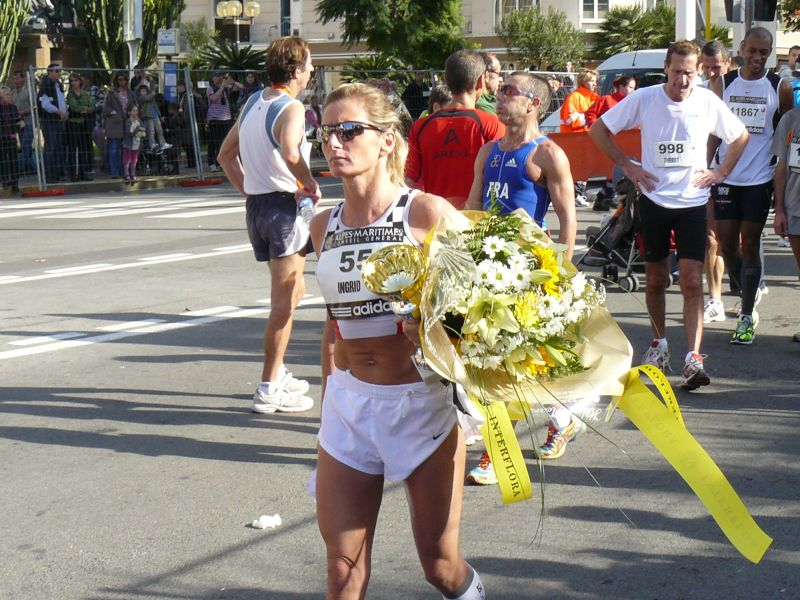
Zielbereich des Marathon des Alpes-Maritimes 2008

Der Marathon des Alpes-Maritimes ist ein Marathon, der seit 2008 im Département Alpes-Maritimes zwischen den Städten Nizza und Cannes stattfindet und hinsichtlich der Teilnehmerzahlen der zweitgrößte in Frankreich nach dem Paris-Marathon ist. Er wird von der Azur Sport Organisation veranstaltet.

## Strecke
Der Kurs folgt im Wesentlichen der Route du bord de mer. Er beginnt in Nizza auf der Promenade des Anglais. Kurz nach dem Start wird das Hotel Negresco passiert. Über Saint-Laurent-du-Var, Cagnes-sur-Mer und Villeneuve-Loubet gelangt man nach Antibes, wo man die Hälfte der Strecke bewältigt hat. Nach einer Schleife über das Cap d’Antibes und Juan-les-Pins passiert man Vallauris-Golfe-Juan und erreicht Cannes. Dort befindet sich das Ziel vor dem Palais des Festivals et des Congrès, in dem die Internationalen Filmfestspiele von Cannes stattfinden.

## Statistik

### Streckenrekorde
- Männer: 2:07:26 h, Abrha Milaw (ETH), 2018
- Frauen: 2:30:37 h, Radiya Roba (ETH), 2010

### Siegerliste
| Datum         | Männer                          | Zeit (h) | Frauen                     | Zeit (h) |
| ------------- | ------------------------------- | -------- | -------------------------- | -------- |
| 4. Nov. 2018  | Abrha Milaw (ETH)               | 2:07:26  | Nurit Yimam (ETH)          | 2:31:54  |
| 5. Nov. 2017  | Dejene Kelkilew (ETH)           | 2:12:09  | Tejitu Siyum (ETH)         | 2:33:21  |
| 13. Nov. 2016 | Elisha Kipchirchir Rotich (KEN) | 2:10:45  | Biruk Konjit Tilahun (ETH) | 2:37:55  |
| 8. Nov. 2015  | Barnabas Kiptum (KEN)           | 2:10:44  | Rose Jepchumba -2-         | 2:36:02  |
| 9. Nov. 2014  | Shume Hailu (ETH)               | 2:09:27  | Rose Jepchumba (KEN)       | 2:33:52  |
| 10. Nov. 2013 | Abdisa Sori (ETH)               | 2:13:58  | Salina Kosgei (ETH)        | 2:41:34  |
| 4. Nov. 2012  | Eliud Magut (KEN)               | 2:10:32  | Aregu Lechisa (ETH)        | 2:31:57  |
| 20. Nov. 2011 | Luka Lokobe Kanda (KEN)         | 2:08:40  | Woldegebriel Teamo (ETH)   | 2:30:53  |
| 14. Nov. 2010 | Botoru Tsegaye (ETH)            | 2:10:27  | Radiya Roba (ETH)          | 2:30:37  |
| 8. Nov. 2009  | Hussein Adilo (ETH)             | 2:10:17  | Merima Mohammed (ETH)      | 2:33:56  |
| 9. Nov. 2008  | Jacob Kitur (KEN)               | 2:11:12  | Oxana Kusmitschowa (RUS)   | 2:37:10  |

### Entwicklung der Finisherzahlen
| Jahr | Gesamt | davon Frauen |
| ---- | ------ | ------------ |
| 2011 | 7103   |              |
| 2010 | 7652   |              |
| 2009 | 7842   | 1412         |
| 2008 | 8223   | 1454         |